# こけし

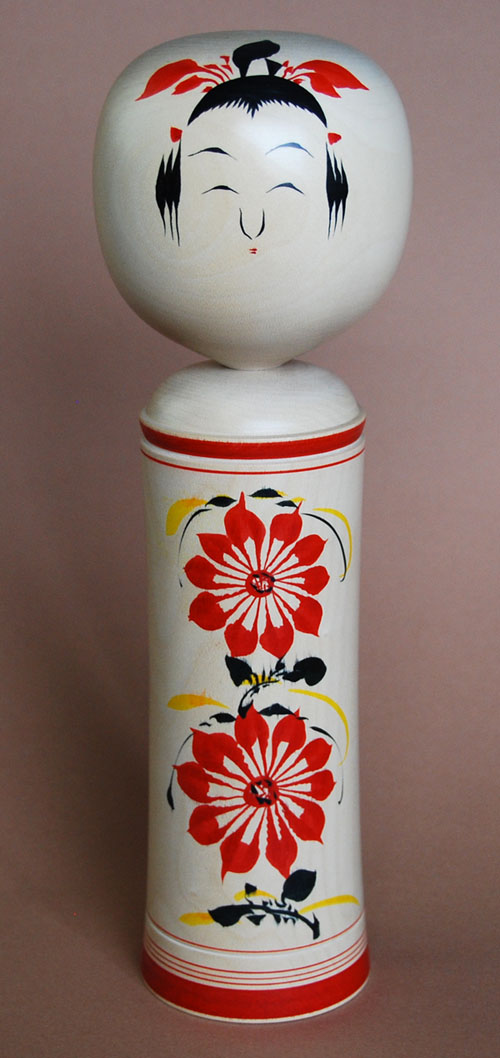
鳴子 桜井昭二 のこけし

こけし（小芥子）は、江戸時代後期（文化・文政期）頃から、東北地方の温泉地において湯治客に土産物として売られるようになった轆轤（ろくろ）挽きの木製の人形玩具。
日本の伝統工芸品の一つである。一般的には、球形の頭部と円柱の胴だけのシンプルな形態をしている。漢字表記については名称の節を参照。

## 概要
本来の玩具人形として発生したこけしは、幼児が握りやすいよう、胴の太さも子供の手に合わせた細い直径であり、したがって立たないこけしもあった。ただし、鳴子のこけしは、かなり初期の段階から雛祭りの折に雛壇に飾るような使われ方をしたとみられ、立てて安定するように胴は太く作られていた。いずれにしても本来は湯治の土産物であり、子供の手に渡って玩具の人形・愛玩具とされた。二つ折りの座布団にこけしを挟み、それを背負いながらままごと遊びをする女児をよく見かけたという記録もある。
こけし本来の発生時の様式に従って作られる伝統こけしは、産地・形式・伝承経緯などにより約10種類の系統に分類される。また新型こけしには、工芸的な「創作こけし」、東北地方に限らず全国の観光地で土産品として売られているこけしがある。

### 歴史
江戸時代末期から明治の末年までが、玩具としてのこけしの最盛期であった。しかし大正期になると、こけしはキューピーなどの新興玩具に押されて衰退し、転業・休業するこけし工人も増えた。一方でこの頃から趣味人が好んでこけしを蒐集するようになり、子供の玩具から大人の翫賞物としてその命脈を保つことができた。東京、名古屋、大阪にこけしを集める蒐集家の集まりが出来て、一時休業した工人にも製作再開を促したことで、かなりの作者の作品が今日まで残ることとなった。そうして現代まで残ったこけしの中には骨董品として売買されるものも多い。
こけしが民芸品、美術品として評価されるようになった第一次ブームは1928年（昭和3年）、天江富弥『こけし這子（ほうこ）のはなし』の出版がきっかけとなった。第二次世界大戦後の高度成長期に東北の温泉地を訪れた旅行客が買い求めたのが第二次ブーム、そしてこけし収集の人気が高まった2010年代を第三次ブームとする見方もある。
第二次世界大戦後、こけしは「東北地方で作られる伝統的な民芸品」とは限らなくなった。京都市 や群馬県 などでも、こけしやこけし人形が製作・販売されている。これらの中には、東北地方の伝統こけしと同様のデザインだけでなく、形や彩色、モチーフなどが多様な「新型こけし」（「近代こけし」「創作こけし」と呼ばれることもある）が多い。ウルトラマンなど特撮・アニメ作品にちなんだ「キャラクターこけし」も生まれている。2000年代になると、こけしはヨーロッパなどで和風小物として知られるようになった。卯三郎こけしでは月に1万個以上輸出をしてヨーロッパにこけしブームを起こした。また、群馬県榛東村、鳴子の桜井こけし店なども輸出に取り組んでいる。
大人の翫賞物として集められるこけしは、棚等に立てて並べられ鑑賞される場合が多い。そのため玩具こけしに比べて胴をやや太く作ったり、作並のように細い胴の場合には下部に倒れ防止用の台をつけたりする等の工夫も行われた。伝統こけしもその形態や描彩は、時代の流行や新型こけしの影響も受け、需要の要請に応じて幾分変化を遂げている。一方で蒐集家によっては、子供の玩具時代の古い様式を望む者もおり、その工人の師匠、先代、数代前の工人のこけしの型を復元するよう依頼することも行われる。それらは「誰それの型の復元こけし」と呼ばれる。

## 名称
こけしの名称は元来、産地によって異なっていた。木で作った人形からきた木偶（でく）系の「きでこ」「でころこ」「でくのぼう」、這い這い人形（母子人形説もある）からきた這子（ほうこ）系の「きぼこ」「きぼっこ」「こげほうこ」、芥子人形からきた芥子（けし）系の「こげす」「けしにんぎょう」などがあった。また「人形」という呼び名も広く一般にあった。他に「こげすんぼこ」「おでこさま」「きなきなずんぞこ」と呼ばれることもあった。
「こけし」という表記も、戦前には多くの当て字による漢字表記（木牌子、木形子、木芥子、木削子など）があったが、1940年（昭和15年）7月27日に東京こけし会（戦前の会）が開催した「第1回現地の集り・鳴子大会」で、平仮名表記の「こけし」に統一すべきと決議した経緯があり、現在ではもっぱら「こけし」の名称が用いられる。
幕末期の記録「高橋長蔵文書」（1862年）には「木地人形こふけし」（読みは「こうけし」）と記されており、江戸末期から「こけし」に相当する呼称があったことがわかる。
「こけし」の語源としては諸説あるが「木で作った芥子人形」というのが有力で、特に仙台堤土人形の「赤けし」を木製にしたものという意味とされる。こけしが「赤けし」と同様に、子貰い、子授けの縁起物として扱われた地方もある。またこけしの頭に描かれている模様「水引手」は、京都の「御所人形」で特に祝い人形のために創案された描彩様式であり、土人形「赤けし」にもこの水引手は描かれた。つまり、こけしは子供の健康な成長を願う祝い人形でもあった。
一方、近年ではこけしの語源を「子消し」や「子化身」などの語呂合わせであるとし、貧困家庭が口減らし（堕胎や間引き）した子を慰霊するための品とする説も存在する。これは1960年代に詩人の松永伍一が創作童話の作中で初めて唱えたとされる。しかし松永以前の文献にはこの説を裏付けるような記述が見られず、松永自身も説得力ある説明はしていないとされ、疑問が持たれている。明確な出典が存在しないため民俗学的には根拠のない俗説であり、都市伝説と同様に信憑性は薄いとされる。
こけしの語源やこけしに至る信仰玩具の変遷について、加藤理は平安時代の子供を守る信仰人形や東北地方の他の信仰玩具との関係から「『あまがつ』(天児) とその歴史的変遷の考察－宮城県の郷土玩具との関係を中心に－」（日本風俗史学会紀要『風俗』第30巻3号）で詳しく分析・考察している。

## 日本三大こけしコンクール
以下に、こけしの三大コンクールを示す。歴史が最も長いのは「全国こけし祭り」であるが、最高賞が「内閣総理大臣賞」となっているのは「全日本こけしコンクール」と「みちのくこけしまつり」である。宮城県で開催される「全国こけし祭り」と「全日本こけしコンクール」はメイン会場が体育館であるが、山形県で開催される「みちのくこけしまつり」はかつては十字屋、ナナ・ビーンズの6階にある山形県芸文美術館（5階はやまがた伝統こけし館）、現在では山形ビッグウイングがメイン会場である。「全国こけし祭り」では鳴子温泉郷において多数のこけしの被り物がパレードするのも名物である。このほか、群馬県でも「全群馬近代こけしコンクール」が開催されている。
| 名称                   | 開催地       | 開催地             | 開催地                                 | 開催日           | 最高賞         | 初回   |
| 名称                   | 都市         | メイン会場         | 位置                                   | 開催日           | 最高賞         | 初回   |
| ---------------------- | ------------ | ------------------ | -------------------------------------- | ---------------- | -------------- | ------ |
| 全日本こけしコンクール | 宮城県白石市 | ホワイトキューブ   | 北緯37度59分47.8秒 東経140度38分16.5秒 | 5月3日 - 5日     | 内閣総理大臣賞 | 1959年 |
| 全国こけし祭り         | 宮城県大崎市 | 鳴子小学校         | 北緯38度44分26.6秒 東経140度42分54.4秒 | 9月第1金・土・日 | 文部科学大臣賞 | 1948年 |
| みちのくこけしまつり   | 山形県山形市 | 山形ビッグウイング | 北緯38度15分12.9秒 東経140度20分23.7秒 | 秋以降の土日     | 内閣総理大臣賞 | 1981年 |

群馬県近代こけしコンクール
1960年
最高賞　内閣総理大臣賞

## 形態と構造

### 形態
- 基本形
  - 直銅（寸胴型）
  - 土湯系
    - 地蔵型･･･遠刈田地方の呼び名。地蔵のよだれかけ状のものを描いたり、首周りを赤く塗る。[14]
    - 太子型･･･聖徳太子との関係性。胴が膨らみ裾がくびれて、台座形がつく。[15]
- 形を表す別称（たちこ、ねまりこ、べっけ）[疑問点 – ノート]

### 構造
1. 造り付け
2. 挿し込み
3. はめ込み
4. その他
  1. キナキナ
  2. 小豆入り（ガラガラ）

## 発祥の背景

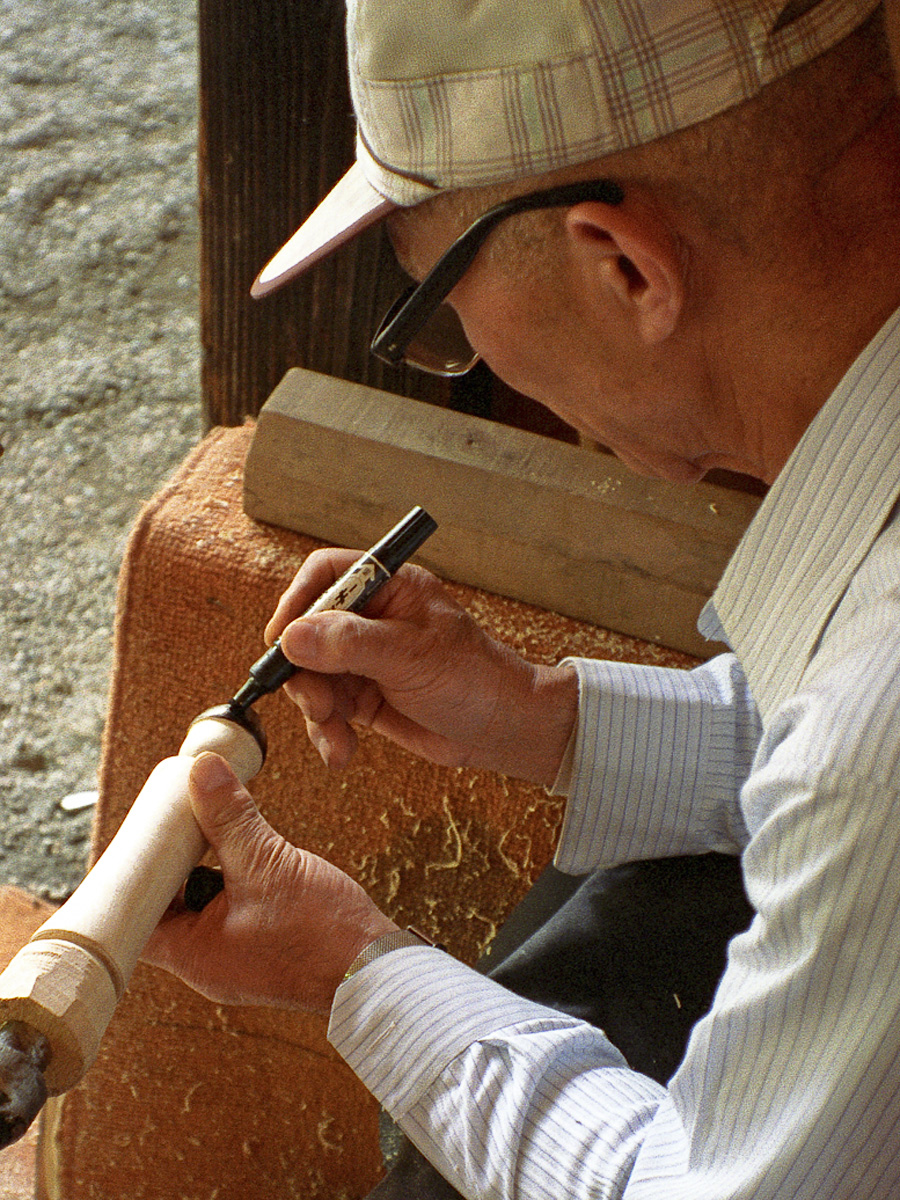
こけしの頭部を塗る

こけしが生まれるには、主に次の3つの条件が必要だったと言われている。1つ目は、湯治習俗が一般農民に或る種の再生儀礼として定着したこと。2つ目は、赤物が伝えられたこと。3つ目は、木地師が山から降りて温泉地に定住し、湯治客の需要に直接触れるようになったこと。
当時農民は国民の90%を占めていたが、特に寒冷地東北の農民にとって、湯治とは、厳しい作業の疲れを癒し、村落共同体の内外を問わず人々とのコミュニケーションを楽しむ重要な年中行事であった。太陽暦でいう1月末の一番寒い時期の「寒湯治」、田植えの後の「泥落とし湯治」、8月の一番暑い時期の「土用の丑湯治」など、年に2-3回は湯治を行ってリフレッシュしていたようである。
2つ目の「赤物」とは、赤い染料を使った玩具や土産物のこと。赤は疱瘡（天然痘）から守るとされ、子供のもてあそび物としてこの赤物を喜んで買い求めた。赤物玩具を作る人のことも、赤物玩具を背負って行商に売り歩く人のことも赤物師と呼んでいた。赤物のもっとも盛んな産地は、小田原から箱根にかけての一帯であり、その手法が江戸の末期、文化文政から天保の頃に東北に伝わった。東北の農民達がさかんに伊勢詣りや金比羅詣りに行って、その途上、小田原、箱根の木地玩具（赤物）を見るようになったのがその契機といわれ、湯治場でも赤物の木地玩具を望むようになった。
3つ目の条件として、木地師が山から下りてくるようになった背景には、中世以降保証されていた木地師の特権、すなわちどこの山でも八合目以上の木は自由に伐採できるとされた特権が、江戸の末期になって各地の論山事件（山論ともいう）により失われたことにある。山から下りて湯治場に定着するようになった木地師は湯治客と接し、彼らの需要を直接知るようになる。いままでお椀、お盆、仏器、神器のように白木のまま出していた木地師が、湯治の農民達の土産物として、彩色を施した製品を作り始めるという大きな変化が起きた。湯治場において農民が求めた赤物こけしは、心身回復と五穀豊穣のイメージが重なった山の神と繋がる縁起物であり、それを自らの村へと運ぶ象徴的な形象でもあった。それゆえこけしは単に可愛いというだけではなく、逞しい生命力を秘めており、現代においては大人の鑑賞品としても扱われるようになっている。

## 伝統こけしの系統

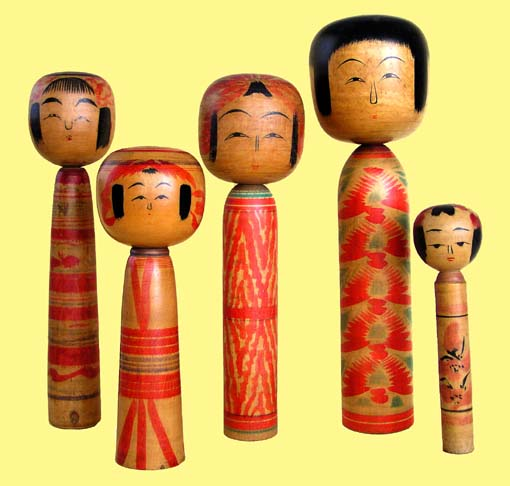
こけし12系統のうち、左より土湯系（阿部治助作）、弥治郎系（新山久治作）、遠刈田系（佐藤直助作）、蔵王高湯系（斎藤源吉作）、作並系（高橋胞吉作）。木人子室蔵。

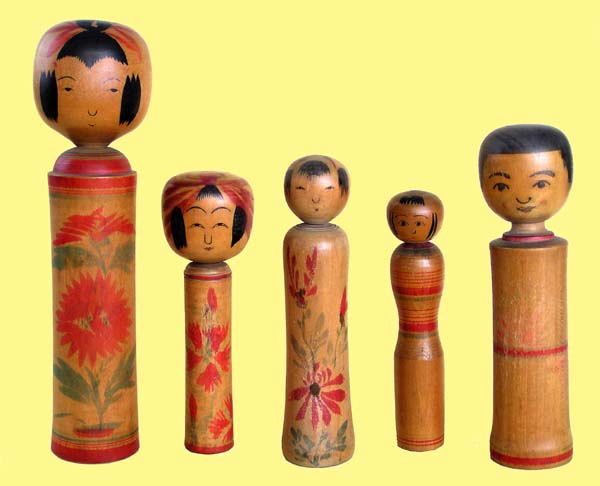
こけし12系統のうち、左より鳴子系（佐藤乗太郎作）、肘折系（奥山喜代治作）、木地山系（小椋米吉作）、南部系（藤原政五郎作）、津軽系（三上文蔵作）。木人子室蔵。

伝統こけしは産地によって特徴に違いがあり、主要な系統はかつては10系統
とされていたが、近年は山形系と作並系が別々に数えられるようになったことで11系統として知られており、現在は2018年に中ノ沢系が土湯系から独立して12系統となった。
土湯系（土湯温泉、飯坂温泉、岳温泉・福島）
頭部には蛇の目の輪を描き、前髪と、鬘の間にカセと呼ぶ赤い模様がある。胴の模様は線の組み合わせが主体。
弥治郎系（白石市弥治郎・宮城）
頭頂にベレー帽のような多色の輪を描き、胴は太いロクロ線と簡単な襟や袖の手書き模様を描く。
遠刈田系（遠刈田温泉・宮城）
頭頂に赤い放射線状の飾りを描き、さらに額から頬にかけて八の字状の赤い飾りを描く。胴は手書きの花模様で菊や梅を重ねたものが一般的、まれに木目模様などもある。
鳴子系（鳴子温泉・宮城）
首が回るのが特徴。首を回すと「キュッキュ、キュッキュ」と音がする。胴体は中ほどが細くなっていて、極端化すれば凹レンズのような胴体を持つ。胴体には菊の花を描くのが通常である。
作並系（仙台市、作並温泉・宮城、山形市、米沢市、寒河江市、天童市・山形）
山形作並系ともいう。また山形を独立系として扱う場合もある。
頭頂に輪形の赤い飾りを描き、胴は上下のロクロ線の間に菊模様が描かれる。
山形系（山形市・山形）
前髪と左右両側に髪の毛が描かれ、赤い髪飾りがあるのが一般的で、胴の模様は、桜、4枚の花弁の梅、ロクロ線などです。
蔵王系（蔵王温泉・山形）
頭頂に赤い放射状の手柄を描くが黒いおかっぱ頭もある。胴は菊や桜のほか、いろいろな植物を描く。
肘折系（肘折温泉・山形、仙台市・宮城）
頭部は赤い放射線か黒頭で、胴模様は菊、石竹などが多い。
木地山系（木地山・秋田）
頭部には大きい前髪と鬘に、赤い放射線状の飾りを描く。胴は前垂れ模様が有名だが、菊のみを書いた古い様式もある。
南部系（盛岡、花巻温泉・岩手）
おしゃぶりとして作られた無彩のキナキナが原型。簡単な描彩を施すものも作られる。キナキナ由来で頭がぐらぐら動くのが特徴。
津軽系（温湯温泉、大鰐温泉・青森）温湯系ともいう。
単純なロクロ模様、帯、草花の他、ネブタ模様などを胴に描く。
中ノ沢系（中ノ沢温泉・福島）
大正末期ごろに岩本善吉が創始し、長らく土湯こけしの亜系として扱われてきたが、2018年に系統独立が土湯系により承認された。2022年9月11日に第一回中ノ沢こけし祭りが開催。
これらの系統に含まれない伝統こけし（雑系
と呼ばれる）も存在する。
こけしの工人については、工人中心の百科事典「Kokeshi Wiki」 が詳しい。

## 製造工程

### 材料
1. ミズキ
2. いたや（イタヤカエデ）
3. ビヤベラ（アオハダ）
4. エンジュ

### 製作過程
1. 原木伐採
2. 運搬
3. 乾燥
4. 玉切り
5. 木取り
6. 荒挽き
7. かんな掛け（仕上げ挽き）
8. 仕上げ磨き
9. 漂白
10. 描彩
11. 仕上げ

### 製作道具
1. 轆轤
  1. 網引きろくろ
  2. 二の挽きろくろ
  3. 一人挽きろくろ
2. 動力轆轤（モーター応用ろくろ）
3. 鉋
  1. ザラビキの為のウテカン
  2. 平バイト《仕上げ用》
  3. 中ひろがりの穴をくるホリカン
  4. クビリカンナ
  5. バンガキ

## 保存方法
木の工芸品なので、湿気乾燥の影響が少ない環境で保存する。また退色を進行させる直射日光を避けることが望ましい。直射日光以外の光源として退色が早いのは、蛍光灯＞白熱光（電球）＞LEDの順。また、光に弱い染料は、紫＞黄色＞緑＞赤＞墨の順。墨は大体残る。一方、赤は湿気（水）に弱く、緑のほうが強い。現今の大部分のこけしは蝋で仕上げをしてあるが、それは湿気や手に色のつくのを防ぐためで退色防止にはあまり効果は無い。直射日光は色彩だけでなく木の劣化を進めるので、避けなければならない。湿度が高低すると、こけしが割れてしまったり、カビが生える原因となる。密閉した場所で高温になる環境は、蒸れてシミを生じさせることがある。

## 応用品
こけしを利用した印鑑、印鑑入れなどを作る工人もいる。また、こけしの内部に手紙を入れて郵送できるようにした通信こけしと称するものも作られている。また木地製品、例えば円形の蓋付きの容器にこけしの顔やキクの胴模様をあしらったこけし応用品もある。
こけしの倒れやすさを逆に利用して、地震で倒れると胴体部底面に埋め込まれた発光ダイオードが本体の傾きに反応して自動点灯する防災用こけしが発売されている。「こけス」というチェスの駒をこけしにしたゲームも考案された。

## デザインとしての利用

### シンボルとして

陸上自衛隊東北方面隊の旧部隊章
こけしと「東北」の字を図案化している。

東北地方を代表する民芸品として知られているため、東北関係の団体がデザインに取り入れる例もある。こけしがその産地のみならず東北地方全体の象徴とされる例がある。
- 東北自動車道では、福島・栃木県境にこけしの絵柄の標識が使用されている。[要出典]
- 秋田中央交通が小田急バス（当時）との共同運行により運行開始した夜行高速バス「フローラ号」の車両には、こけしを図案化した「こけしカラー」と呼ばれるカラーリングを採用した。[要出典]

### キャラクターとして
主に生産地などで、「ゆるキャラ」「ご当地キャラクター」「イメージキャラクター」等のモチーフとして利用されている。
こけシケ子
津軽系こけしがモチーフ。津軽こけし館（青森県黒石市）のゆるキャラ。
なる子ちゃん
鳴子系こけしがモチーフ。鳴子温泉（宮城県大崎市）の鳴子温泉観光協会のイメージキャラクター。「こけしの妖精」という設定で、下駄履きが特徴。商標登録されている（登録番号：第5726711号）。
中山ゆころん
鳴子温泉郷の中山平温泉のマスコットキャラクター。モチーフは鳴子こけし、鳴子峡とその紅葉、ブルーベリー、温泉卵などをミックスしたもの。
仙台弁こけし
宮城県黒川郡大和町のデザイン制作会社・エントワデザインがプロデュースした宮城のご当地キャラクター。仙台弁をしゃべるこけしで、宮城県内の各系統のこけしがモチーフ。商標登録されている（登録番号：第5886286号・第6069221号）。
こけにゃんねこまさむね／こけにゃん
仙台伊達なキャラクター製作委員会が運営する「独眼竜ねこまさむね」の1バージョン。「ご当地戦国武将キャラクター」という設定。
こじゅうろうくん
弥治郎こけしと白石城主・片倉小十郎がモチーフ。宮城県白石市の観光キャラクター。
こけっち
宮城県白石市で開催される全日本こけしコンクールの公式キャラクター。2008年（平成20年）5月の第50回開催を記念して全国から公募し審査の上で決定した。
コケシスターズ
仙南信用金庫（本店所在地：白石市）のマスコットキャラクター。「長女：ゆめ、次女：のぞみ、三女：かな」（※それぞれの名前は案を募集して決定）の、3姉妹キャラクターとして2002年（平成14年）5月に誕生。預金通帳・キャッシュカード・カレンダー等に描かれて親しまれており、商標登録もされている（登録番号：第4872707号）。
きぼっこちゃん
土湯系こけしがモチーフ。土湯温泉のマスコットキャラクター。昔のこけしの呼び名である「きぼっこ」がネーミングの由来。商標登録もされている（登録番号：第5931917号）。

## こけしの会
日本全国各地にこけし愛好家の会が存在する。
- 東京こけし友の会
- 青葉こけし会（仙台）
- 秋田こけし会通信
- 大阪こけし教室
- 名古屋こけし会
- 伊勢こけし会
- 一金会

## こけしと性具
性具として用いられる張形の暗喩として「こけし」の語が用いられることがある。また、1948年の薬事法改正以降、顔を描いた張形を玩具のこけしとして販売した業者も出現した。これは性具の販売にあたり行政の認可が必要とされるようになり、医療機器に準ずる厳しい品質基準が設けられたため、従来の製品を性具として事実上販売できなくなったためであるが、「電動こけし」といった明らかに性感を高める機能を有した製品も「ジョークグッズ」と称して販売されている。